# Facunda Margenat
 (septembre 2016).
Facunda Margenat (1876 - 1936), est une religieuse espagnole de la congrégation des sœurs de Saint Joseph de Gérone. Assassinée in odium fidei durant la persécution religieuse de la guerre d'Espagne, elle est vénérée comme bienheureuse et martyre par l'Église catholique.

## Biographie
En 1894, elle entre dans la congrégation des Sœurs de Saint-Joseph de Gérone, où elle fait sa profession religieuse à l'âge de 20 ans. Elle fut envoyée dans plusieurs communautés de son Institut où elle servit dans les hôpitaux, se dévouant d'une manière exemplaire auprès des malades et des plus pauvres.
Alors que les persécutions à l'encontre de l'Église catholique faisaient rage lors de la guerre d'Espagne, elle disait souvent à ses sœurs : "Je désir donner ma vie pour la conversion de ceux qui persécutent Dieu à travers son Église". 
Expulsée de son couvent à Barcelone par les miliciens, elle trouva refuge dans une famille profondément croyante. Dénoncée par le voisinage, elle fut arrêtée dans la nuit du 26 au 27 août 1936. Après avoir subi différentes tortures, elle mourut, à l'âge de 60 ans. 

## Béatification
Facunda Margenat et ses deux compagnes (Josefa Monrabal et Fidela Oller) sont béatifiées le 5 septembre 2015 à Gérone, lors d'une cérémonie présidée par le cardinal Angelo Amato, représentant du pape François.
Fête liturgique fixée au 26 août.